# Tetragonia vestita
Tetragonia vestita är en isörtsväxtart som beskrevs av Ivan Murray Johnston. Tetragonia vestita ingår i släktet tetragonior, och familjen isörtsväxter. Inga underarter finns listade i Catalogue of Life.